# チョ・ナムジュ
チョ・ナムジュ（1978年 - ）は大韓民国の女性小説家。

## 来歴
ソウル郊外の貧しい地域で育ち、梨花女子大学校社会科学大学を卒業後、PD手帳などテレビの脚本家として10年間働く傍ら、子育てに追われた。3作目の小説『82年生まれ、キム・ジヨン』で国際的な名声を獲得し、2019年には映画化もされた。
フェミニストと自認し、2017年に国会議員の魯会燦との対談で「『あの人はフェミニストだ、フェミニスト作家だ。』というふうに認識されることに負担はない。」と発言した。

## 日本語訳作品

### 単行本
- 『82年生まれ、キム・ジヨン』斎藤真理子訳 筑摩書房 2018年12月 ISBN 978-4-480-83211-5
- 『ミカンの味』矢島暁子訳 朝日新聞出版 2021年4月 ISBN 978-4-02-251757-9
- 『彼女の名前は』小山内園子、すんみ訳 筑摩書房 2020年9月 ISBN 978-1-471-18428-4
- 『サハマンション』斎藤真理子訳、筑摩書房、2021年6月
- 『私たちが記したもの』小山内園子、すんみ訳 筑摩書房 2023年3月 ISBN 978-4-480-83219-1
- 『耳をすませば』小山内園子訳 筑摩書房 2024年3月 ISBN 978-4-480-83220-7
- 『ソヨンドン物語』古川綾子訳 筑摩書房 2024年7月 ISBN 978-4-480-83221-4
- 『コマネチのために』すんみ訳 筑摩書房 2025年7月 ISBN 978-4-480-83222-1

### 短篇
- 「ヒョンナムオッパへ 韓国フェミニズム小説集」所収 白水社 2019年 ISBN 978-4-560-09681-9
  - 「ヒョンナムオッパへ」 斎藤真理子訳
- 「韓国・フェミニズム・日本」所収 河出書房新社 2019年　ISBN 978-4-309-02837-8
  - 「家出」 小山内園子、すんみ訳
- 「小説版韓国・フェミニズム・日本」所収 河出書房新社 2020年　ISBN 978-4-309-02883-5
  - 「離婚の妖精」 小山内園子、すんみ訳